# Вел Демінґз
Вальдес Веніта Демінгс або Вел Демінґз (англ. Valdez Venita Demings; нар. 12 березня 1957 р.) — американська політична діячка і колишня поліціянтка, яка з 2017 року є членом Палати Представників США від штату Флорида. З 2007 по 2011 рік вона була начальником поліції Орландо, першою жінкою, яка посіла цю посаду, сумарно пропрацювавши в цій структурі 27 років.
Вел Демінґз була кандидатом від Демократів на виборах до Палати Представників США і в 2012, і в 2016 році. Вона програла загальні вибори у 2012 році, але перемогла у 2016 році. 15 січня 2020 року Спікерка Палати Представників США Ненсі Пелосі обрала її на посаду керівника імпічменту в сенатовому суді над президентом Дональдом Трампом.
Станом на травень 2020 року Вел Демінґз знаходиться на розгляді як кандидатка на посаду віце-президента для Джо Байдена на президентських виборах у США 2020.

## Життєпис
Вальдес Веніта Батлер народилася 12 березня 1957 року  у бідній родині, що мала сімох дітей; її батько працював у вирощуванні апельсинів, а матір була хатньою робітницею. Вони жили у Джексонвіллі у штаті Флорида. Вона началася у окремих (афроамериканських) школах в 1960-х, закінчивши середню школу Вольфсона в 1970-х.
Вел Демінґз отримала диплом бакалавра з кримінології в  університеті штату Флорида в 1979 році. Після цього вона 18 місяців працювала державним соціальним працівником у Джексонвіллі.
У 1996 році Вел Демінґз здобула ступінь магістра з державного управління в Орландському Університеті Вебстера.
У 1983 році Вел Демінґз влаштувалася на роботу в поліцію Орландо; її перше завдання було патрулювання на західній стороні Орландо.  2007-го року вона очолила поліцію Орландо ставши першою жінкою на такій посаді.
Вел Демінґз звільнилася з посади начальника поліції Орландо 1 червня 2011 року, прослуживши в цій структурі 27 років.
Вел Демінґз була кандидатом від Демократичної партії на виборах членів Палати представників США у 10 окрузі Флориди 2012 року. Вона змагалася з Республіканцем Даніелем Вебстером і програла отримавши 48% голосів проти 51% у Вебстера.
Вел Демінґз знову балотувалася в тому ж окрузі до Палати Представників США у листопаді 2016-го року  і перемогла здобувши 65% голосів.
У листопаді 2018 Вел Демінґз була безальтернативно переобрана на другий термін.
21 травня 2020 року Вел Демінґз підтвердила, що потрапила до «шортлисту» кандидатів на посаду віце-президента для кандидата в Президенти Джо Байдена на президентських виборах у США 2020 року. Вона сказала, що дасть згоду, якщо їй це запропонують.

## Палата представників США
18 грудня 2019 року Вел Демінґз проголосувала за обидві статті звинувачень під час імпічменту проти президента Дональда Трампа. Вона була обрана одним із семи керівників імпічменту, які презентували справу про імпічмент проти Трампа під час його судового розгляду перед Сенатом США.

### Ставлення до вогнепальної зброї
Вел Демінґз заявила, що вона намагається утримувати вогнепальну зброю від рук "людей, які прагнуть заподіяти шкоду", кажучи, що законодавство про обмеження носіння вогнепальної зброї, яке вона підтримує, "не полягає в тому, щоб забрати зброю у відповідальних людей, що дотримуються законів". Вона підтримала Закон про стримування злочинів скоєних за допомогою вогнеальної зброї в 2017 році, який передбачав би законний метод тимчасової конфіскації вогнепальної зброї у людей, які вважаються загрозою собі чи іншим.

## Особисте життя
Її чоловік Джеррі Демінгс — колишній шериф округу Оранж, а нинішній мер округу Оранж, штат Флорида. Він обіймав посаду начальника поліції Орландо з 1999 по 2002 рік і був першим афроамериканцем на цій посаді. Вони з Вел познайомилися під час патрулювання в поліції Орландо і одружилися в 1988 році і мають трьох дітей.